# Ребекка Барду
Ребекка Барду (англ. Rebecca Bardoux) — американська порноакторка. 

## Життєпис
Потрапила в порноіндустрію в 1992 році у 29 років. З того часу знялася в понад 250 порнофільмах.

## Фільмографія (вибіркова)
- MILFBusters (2011)
- Say Hi to Your Mother for Me (2010)
- MILF Fever 5 (2006)
- Older, Bolder, Better 3 (2005)
- Forty and Furry (2004)
- Big Tit Prison (2003)
- Heart Breaker (2002)
- Blowjob Adventures of Dr. Fellatio 41 (2001)
- Hot Rod Chicks (2000)
- Lusty Busty Dolls (1999)
- Pussyman 17: Enough for Everybody (1998)
- Klimaxx (1997)
- Buck Fucking Adams (1996)
- Cumming of Ass (1995)
- Erotika (1994)
- Euphoria (1993)
- Malibu Blue (1992)

## Досягнення
- 2007 зал слави AVN[5]
- 2011 зал слави NightMoves[6]
- 2014 зал слави XRCO[7]
- 2017 зал слави Urban X